# Felipe Pedrell
Felipe Pedrell, född 19 februari 1841, död 19 augusti 1922, var en spansk tonsättare och musikforskare.

## Biografi
Pedrell var lärare vid konservatoriet i Madrid 1873-1904, och levde därefter i Barcelona. Hans verksamhet var av stor betydelse för musikutvecklingen i Spanien. Pedrell bröt med det italienska inflytandet, som länge fått råda och återupptog äldre traditioner och lät folkmusiken komma till heders. Han utgav flera viktiga samlingar av äldre spansk musik, Hispaniæ scholæ musica sacra (8 band, 1894-1897), Teatro lírico español anterior al siglo XIX (5 band, 1897-1898), Cancionero popular español (4 band, 1922), samt Thomæ Ludovici Victoria opera omnia (8 band, 1902-1908), därutöver historiska och teoretiska arbeten. Pedrells egna kompositioner utgörs av operor och operetter, kyrko- och kammarmusik med mera.